# Анбур
Анбу́р (комі 𐍐𐍝𐍑𐍣𐍠, Анбур) або пермське письмо (комі 𐍮𐍐𐍕 𐍟𐍔𐍠𐍨𐍜 𐍒𐍙𐍕𐍩𐍜, Важ Перым гижӧм) — писемність комійської мови, що активно використовувалася комі (зирянами і перм'яками) та деякими іншими народами північного сходу європейської частини Росії в XIV — XVII століттях.  
Є поєднанням кирилиці, грецького письма та пермських пасів (рунічні знаки). Назва абетки є сполученням назв двох перших букв абетки: «𐍐» (ан) і «𐍑» (бур).  

## Історія
Пермське письмо (анбур) створено Степаном Храпом у 1372 році у  межах сточища річки Вимі (притока Вичегди) на основі кирилиці, грецької абетки і давньопермських рунічних символів (пасів).
Написи анбуром є одними з найдавніших серед угро-фінських мов. Тільки угорською і карельською мовами існують більш ранні писемні пам'ятки.
Пермська (комі-зирянська) абетка вийшла з ужитку в XVII столітті, витіснена кирилицею. Завадою подальшому розвитку анбуру стало не стільки відособлення його як окремої національної абетки, як те, що він був чинником поширення грамотності й освіти серед місцевого населення, що сприймалось як загроза пануючому режиму в Московії. 
Нині, на початку XXI століття, здійснюються заходи з відродження анбуру, окремі ініціатори навіть пропонували включити анбур до Юнікоду, що й відбулося у 2014. 26 квітня — день пам'яті св. Стефана Пермського — святкується як День давньопермської писемності.

## Опис

Пермська абетка (версія прочитання)

Пермська абетка містить 38 літер. В анбурі відсутній розподіл на великі і малі літери. 
Напрямок письма — зліва направо, рядки йдуть згори донизу. 
Використовуються діакритичні знаки, для стандартних скорочень — титло. Знаки пермської абетки є доволі однорідними і однотипними у вигляді гострого кута в тому чи іншому положенні.

## Пам'ятки пермської писемності
Збереглось деяке число пам'яток давньопермської писемності: списки абетки (понад 10), Приписка Килдасьова на Номоканоні (1510), надпис на іконі «Троїці» (XV ст.), надпис на іконі «Сходження» (2-а пол. XV ст.), запис у рукописі «Григорія Сінаїда» (сер. XV ст.), підпис єп. Пермського Філофея під грамотою (1474).
Вважається, що чи не від часу створення анбур відігравав роль тайнопису. Добрий зразок такого використання анбуру — рукопис Георгія Амартола з Еллінським літописцем. Тут на вільних від письма аркушах, здебільшого на берегах, розсіяні примітки читачів або писаря.
Дещо своєрідний варіант пермського письма дає рукопис XVI століття — «Козьма Індикоплов». У тексті списку слова грецьким письмом перемежовуються зі словами анбуром. Писар, припускають, писав обома шрифтами, але в обох припускався помилок (?).
Окремі слова, приписки і літери анбуру зустрічаються в:
- тексті Йосипа Флавія за списком б. Патр. бібл. N 770, XVI—XVII ст.ст.;
- рукопису Діонісія Ареопагіта в приписці XVI ст. із Усть-Вимі (Царськ. — Уварова N 48);
- книзі малих Пророків поч. XVI ст., Лен. п. б. (F. 1. N 3);
- службовій мінеї бібліотеки Успенського собору (Російський Історичний музей) N 18 (пергамент поч. XV ст.);
- бібліотечних книгах Архіву Міністерства Іноземних справ 69 (XV—XVI ст.ст.).

## Галерея

Устьсисольсько-Карамзінський список (Держ. публічна бібліотека ім. М. Є. Салтикова-Щедріна, відділ рукописів, F. IV, № 712, табл. 8
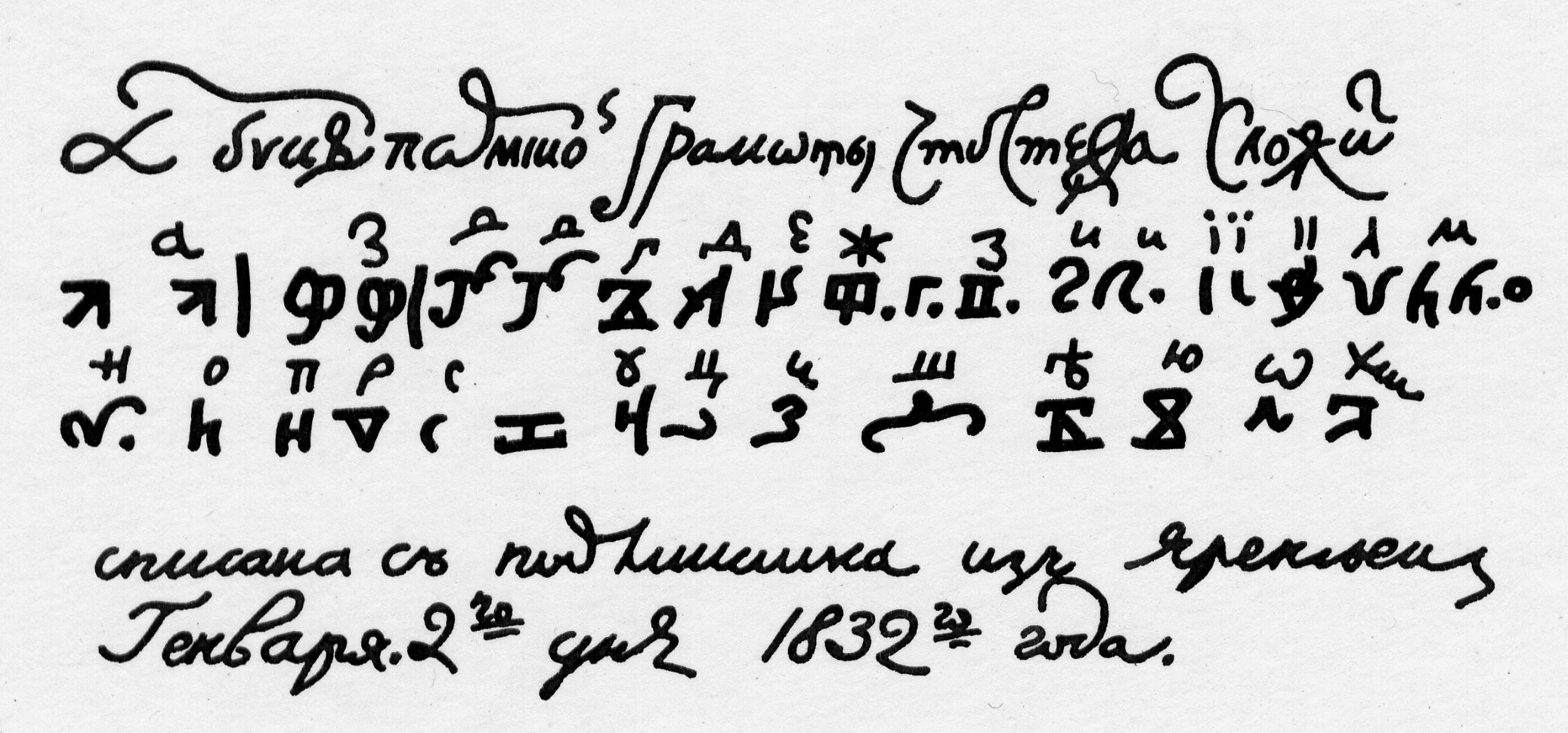
Яренский список (Держ. публічна бібліотека ім. М. Є. Салтикова-Щедріна, відділ рукописів, F. IV, № 712, табл. 6
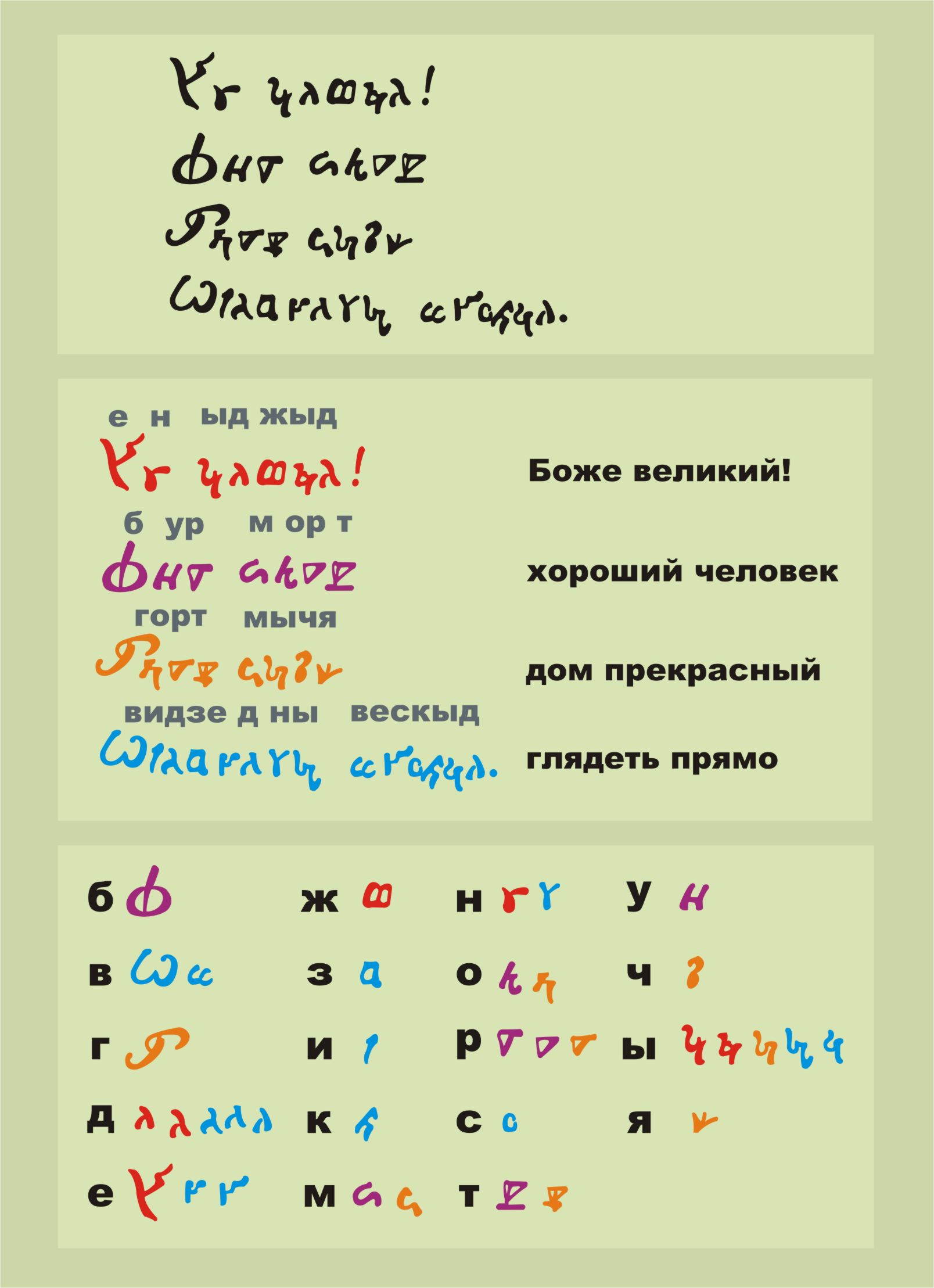
Приблизна дешифровка тексту Устьсисольсько-Карамзінського списку
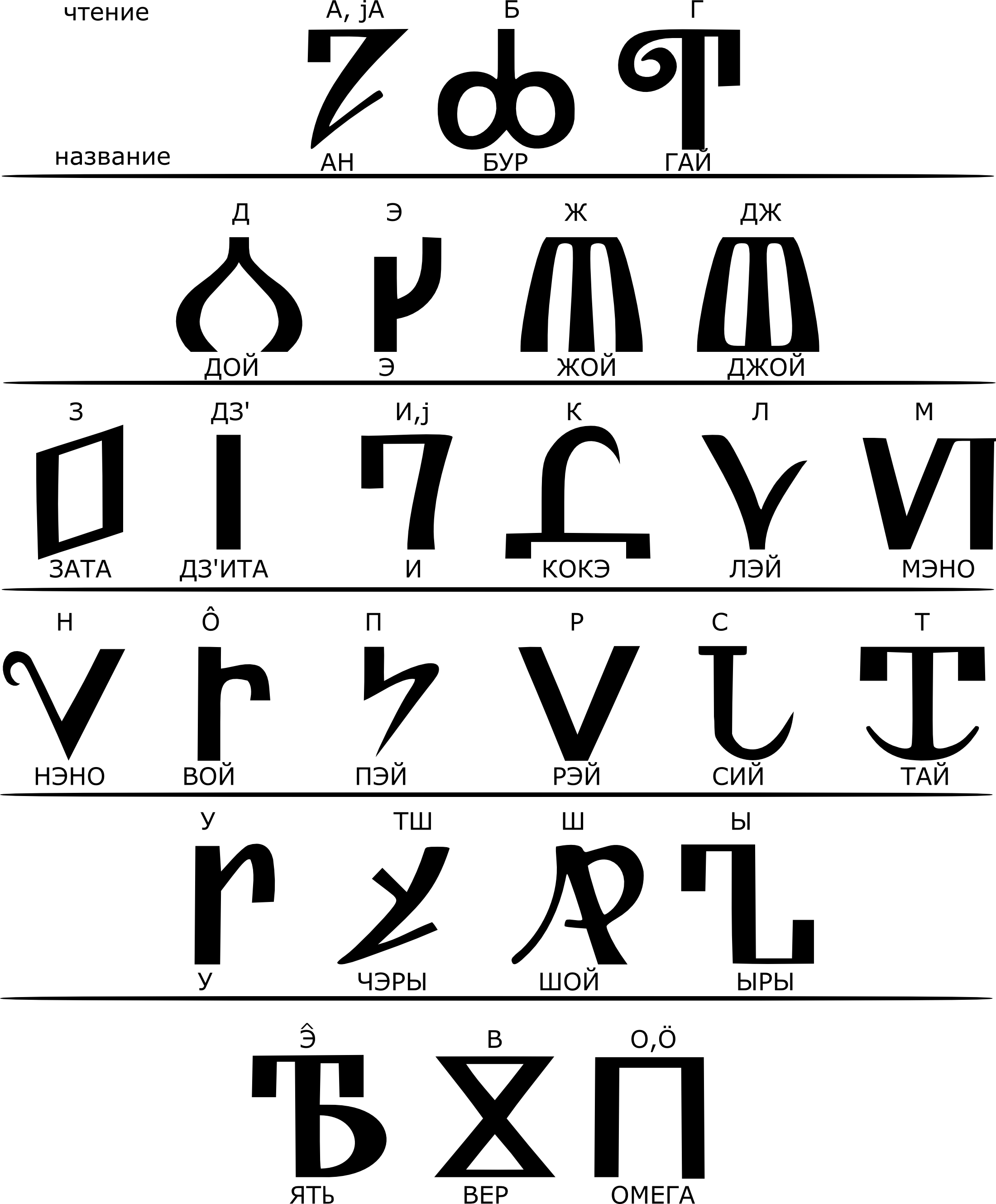
Абур. Форма літер у ⅩⅣ столітті.
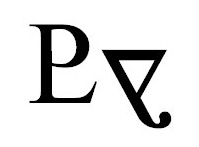
Сучасна стилізація літери Рей під Times New Roman.

## Юнікод
Анбур (U+1350—U+137F) додано до стандарту Юнікоду в червні 2014 із виданням версії 7.0.
| Анбур[1][2] Official Unicode Consortium code chart (PDF)                 |   |   |   |   |   |   |   |   |   |   |   |   |   |   |   |   |
|                                                                          | 0 | 1 | 2 | 3 | 4 | 5 | 6 | 7 | 8 | 9 | A | B | C | D | E | F |
| U+1035x                                                                  | 𐍐 | 𐍑 | 𐍒 | 𐍓 | 𐍔 | 𐍕 | 𐍖 | 𐍗 | 𐍘 | 𐍙 | 𐍚 | 𐍛 | 𐍜 | 𐍝 | 𐍞 | 𐍟 |
| U+1036x                                                                  | 𐍠 | 𐍡 | 𐍢 | 𐍣 | 𐍤 | 𐍥 | 𐍦 | 𐍧 | 𐍨 | 𐍩 | 𐍪 | 𐍫 | 𐍬 | 𐍭 | 𐍮 | 𐍯 |
| U+1037x                                                                  | 𐍰 | 𐍱 | 𐍲 | 𐍳 | 𐍴 | 𐍵 | 𐍶  | 𐍷  | 𐍸  | 𐍹  | 𐍺  |   |   |   |   |   |
| Notes 1.↑ За версією Юнікоду 14.0 2.↑ Сірим позначено не призначені коди |   |   |   |   |   |   |   |   |   |   |   |   |   |   |   |   |

## Виноски
1. ↑  Bernard Comrie, 1996. "Adaptations of the Cyrillic Alphabet". In Daniels & Bright, The World's Writing Systems, p. 700.
2. ↑  Заявка (автор — Майкл Еверсон) на включення давньопермської писемності в Юнікод [Архівовано 24 листопада 2020 у Wayback Machine.](англ.)